# Kostümverleih
Ein Kostümverleih ist ein Unternehmen, das gegen Gebühren Kostüme und dazugehörige Requisiten vermietet.
Der Kostümverleih bietet historische Kostüme an, aber auch zeitgenössische wie einen Feuerwehrmann und fiktive wie Superman. In der Regel arbeitet im Betrieb auch ein Schneider, welcher Änderungen und Reparaturen vornimmt. Dies ist heute jedoch nicht mehr in jedem Betrieb der Fall.
Zu den ältesten belegten Kostümverleihern zählen Angels in London (Beginn des Verleihs 1840), die 1862 in Wien gegründete Erste-Costüm-Leihanstalt Lambert Hofer sowie Kostüm Kaiser (1882 in Basel gegründet). In Berlin waren Hugo Baruch & Co. und Verch & Flothow (später Leopold Verch) die bekanntesten Kostüm- und Dekorationsfirmen in den 1890er Jahren.